# CBS Sports
CBS Sports — спортивное подразделение американской телевизионной сети CBS. Штаб квартира находится в CBS-билдинг на 52-й улице в среднем Манхэттене, производством программ занимается Студия 43 в CBS Broadcast Center на 57-й улице.

## История
Транслируются баскетбол (включая BIG3 и WNBA и NCAA), американский футбол (НФЛ и Юго-Восточная конференция) и гольф (PGA Tour, включая Мастерс и Тур чемпионов PGA).
В интернете CBS Sports представлено сайтом CBSSports.com (изначально — SportsLine.com) приобретённым в 2004 году, и в настоящее время являющимся частью CBS Interactive. 26 февраля 2018 года на фоне успеха CBSN, CBS Sports запустил доступный только в интернете новостной телеканал CBS Sports HQ, специализирующийся на спортивных новостях, результатах, событиях и аналитике.
30 ноября 2015 года было представлено новый логотип CBS Sports, приуроченный к будущему Супербоулу. Также было представлено новое графическое оформление.

## Награды
В 1998 году компания получила премию «Вебби» в номинации «Спорт».
В 2007 году была получена техническая премия «Эмми» (за организацию трансляции чемпионата по бейсболу в NCAA).